# Філіпповка (Асекеєвський район)
Філі́пповка (рос. Филипповка) — селище у складі Асекеєвського району Оренбурзької області, Росія.

## Населення
Населення — 197 осіб (2010; 258 у 2002).
Національний склад (станом на 2002 рік):
- росіяни — 73 %